# Benny Green (Pianist)

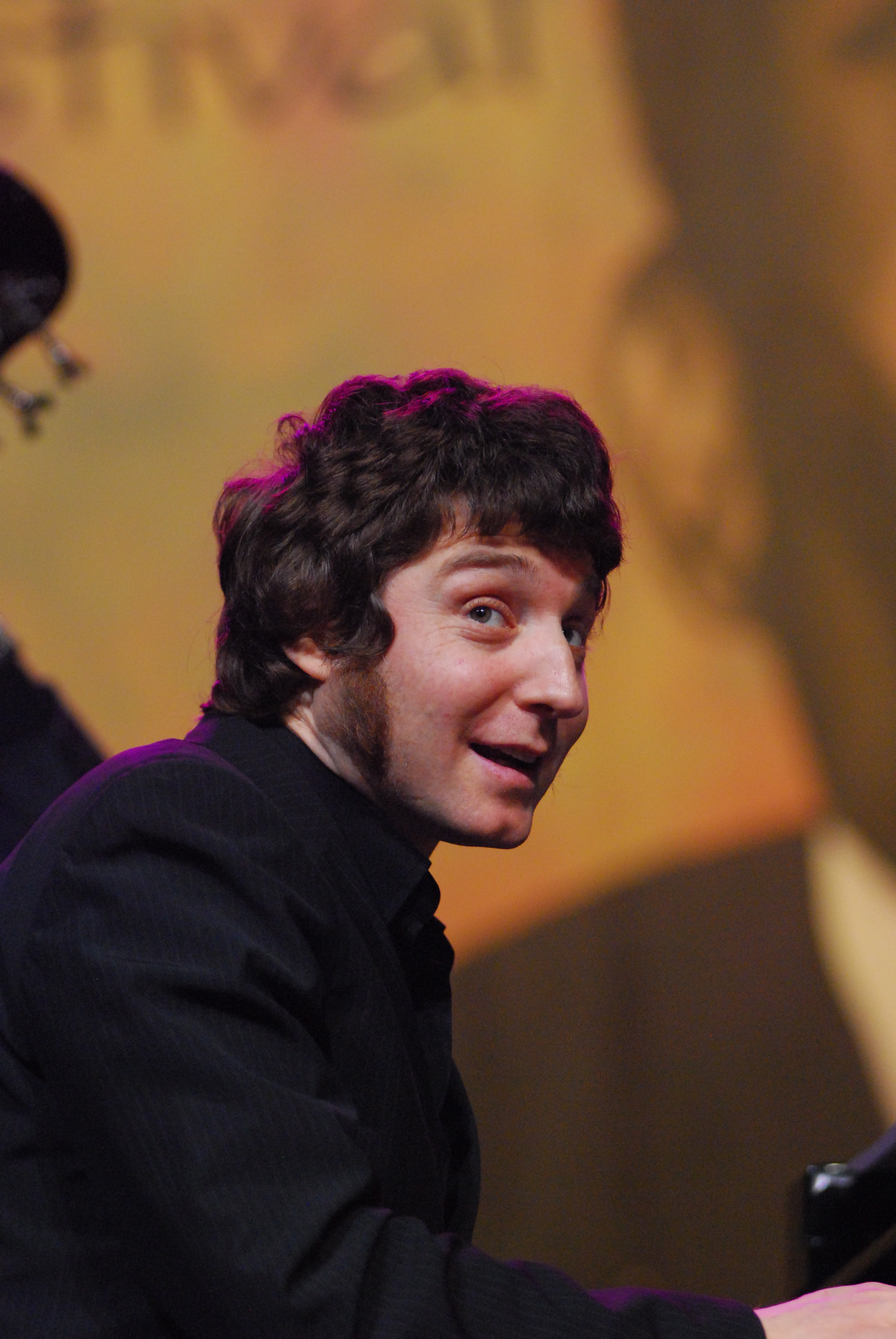
Benny Green (2007)

Benny Green (* 4. April 1963 in New York City) ist ein US-amerikanischer Pianist des Modern Jazz und des Mainstream Jazz.

## Leben und Wirken
Benny Green wuchs in Berkeley (Kalifornien) auf und lernte als Kind klassisches Klavierspiel. Durch seinen Vater, der Saxophon spielte, begann er sich für Jazz zu interessieren und spielte als Jugendlicher im Quintett von Eddie Jefferson. Seine professionelle Karriere als Musiker begann er, als er 1983 wieder nach New York kam und in der Begleitband der Sängerin Betty Carter spielte. Im Jahr 1988 wurde er Mitglied von Art Blakeys Jazz Messengers. Stilistisch orientierte er sich in dieser Zeit am Hardbop eines Bud Powell; er blieb bis 1990 in der Band. Im folgenden Jahr gründete er sein eigenes Trio und wurde 1993 Mitglied des Trios von Ray Brown, wo er Gene Harris ablöste. Er blieb bis 1996 bei Brown und nahm in den 1990er Jahren eine Reihe von Alben für Blue Note Records auf, später auch für Telarc und Criss Cross. An seinen Alben wirkten Musiker wie Stanley Turrentine, Christian McBride, Antonio Hart, Buster Williams, Terence Blanchard, Peter Washington und Tony Reedus mit. 1991 wirkte er als Gastmusiker beim Album Underground des Bläserensembles Twenty-Ninth Street Saxophone Quartet mit.
Außer seinen eigenen Projekten ist er ein viel beschäftigter Sideman; er ist unter anderem auf Alben von Gary Bartz, Bob Belden, Don Braden, Milt Jackson, Diana Krall, Freddie Hubbard, Ralph Moore und Jack Walrath zu hören. Zu seinen besten Sideman-Auftritten gehört seine Mitwirkung an Lew Tabackins Album „I’ll Be Seeing You“ von 1992.
Er zählt außer Powell Erroll Garner, Ahmad Jamal, Phineas Newborn und Oscar Peterson zu seinen wichtigsten Einflüssen, Richard Cook und Brian Morton erkennen auch Horace Silver und Wynton Kelly als Vorbilder seines swingenden, unterhaltenden Stils.
Der Pianist ist nicht zu verwechseln mit dem britischen Jazz-Saxophonisten Benny Green oder mit dem amerikanischen Jazzmusiker Bennie Green.

## Diskographische Hinweise
Wichtige Alben als Leader
- Benny's Crib (Sunnyside, 2020)
- Source (2011)
- Jazz at the Bistro [live] (2003, Telarc)
- Green's Blues (2001, Telarc)
- Naturally (2000, Telarc)
- These Are Soulful Days (1999, Blue Note)
- Oscar & Benny (1998, Telarc)
- Kaleidoscope (1997, Blue Note)
- Testifyin! Live At The Village Vanguard (1992, Blue Note)
- That's Right! (1992, Blue Note)
- Greens (1991, Blue Note)
- Lineage (1990, Blue Note)
- Prelude (1988, Criss Cross)
- In This Direction (1988, Criss Cross)

Wichtige Alben als Sideman
- Ray Brown: Some of My Best Friends Are...Sax-Players (Telarc, 1995)
- Ray Brown:  Some of My Best Friends Are...Piano Players (Telarc, 1994)
- Freddie Hubbard: Live at Fat Tuesday (1991)
- Mingus Dynasty:  Next Generation Performs Charles... (Columbia, 1991)
- Jim Snidero Quintet: Mixed Bag (1987)
- Lew Tabackin Quartet: I’ll Be Seeing You (1992)
- Steve Turre: Right There (1991)
- Jack Walrath & The Masters Out of the Tradition (1990)